# Brother, Can You Spare a Dime? (película)
Brother, Can You Spare a Dime? es una película documental de 1975 dirigida por Philippe Mora, que consta en gran parte de imágenes de noticieros y fragmentos de películas contemporáneas para retratar la era de la Gran Depresión.

## Repaso
La película sirve como un álbum de recortes nostálgico y evocador de la Depresión desde el desplome de Wall Street de 1929 hasta el ataque a Pearl Harbor.

## Elenco
- The Andrews Sisters
- Fred Astaire
- Warner Baxter
- Jack Benny
- Busby Berkeley
- Willie Best
- Humphrey Bogart
- George Burns
- James Cagney
- Cab Calloway
- Eddie Cantor
- Hobart Cavanaugh
- George Chandler
- Charlie Chaplin
- Winston Churchill
- Betty Compson
- Gary Cooper
- Bing Crosby
- Frankie Darro
- Cecil B. DeMille
- Marlene Dietrich
- John Dillinger
- Walt Disney
- James Dunn
- Cliff Edwards
- Dwight D. Eisenhower
- Bill Elliot
- Madge Evans
- Stepin Fetchit
- W. C. Fields
- Dick Foran
- Gerald Ford
- Clark Gable
- Benny Goodman
- Cary Grant
- Woody Guthrie
- Gabby Hayes
- Billie Holiday
- Herbert Hoover
- J. Edgar Hoover
- Paul Robeson
- Shirley Temple

## Logros
1976: Nominada al Globo de Oro a la Mejor Película Documental